# Anathix immaculata
Anathix immaculata är en fjärilsart som beskrevs av Morrison 1875. Anathix immaculata ingår i släktet Anathix och familjen nattflyn. Inga underarter finns listade i Catalogue of Life.